# Robert Nemcsics
Ing. Robert Nemcsics (* 21. září 1961, Trenčianske Teplice, Československo) je slovenský politik, bývalý předseda strany Aliancia nového občana (ANO).

## Život
V letech 1981–1986 studoval fakultu národohospodářskou na Vysoké škole ekonomické v Bratislavě.
V letech 2002–2006 působil za stranu ANO jako poslanec Národní rady Slovenské republiky. Od roku 2002 působil jako ministr hospodářství, z důvodu vnitrostranických sporů ve straně ANO byl však 10. září 2003 z funkce odvolán.
Svůj poslanecký mandát začal uplatňovat až od 10. září 2003, již však jako nezařazený poslanec, jelikož z poslaneckého klubu ANO vystoupil. Byl členom Výboru NR SR pro hospodářství, privatizaci a podnikání. V letech 2007–2011 působil ve funkci předsedy strany ANO.